# Sébastien Salles-Lamonge
Sébastien Antoine Luc Salles-Lamonge (Tarbes, Occitania, 28 de enero de 1996) es un futbolista francés que juega como centrocampista en el Club Atlético de San Luis de la Primera División de México.

## Trayectoria
Debutó en el primer equipo del Stade Rennes, y en la Ligue 1, el 12 de febrero de 2016, comenzando y jugando toda la primera mitad en la derrota por 1-0 en casa del Angers SCO.
El 16 de agosto de 2016, meses después de firmar un contrato profesional con el Rennes, Salles-Lamonge fichó cedido por el Le Havre AC de la Ligue 2 por una temporada. El 18 de agosto de 2018 se marcha al extranjero tras firmar un contrato de un año con el Deportivo de La Coruña y ser cedido al filial de Segunda División B.
En mayo de 2019, Salles-Lamonge regresó a Francia y firmó un contrato de un año, con opción a un año más, con el SC Bastia.
El 1 de julio de 2023 se oficializó su arribo a México para jugar el Apertura 2023 con el Club Atlético de San Luis.

## Selección nacional
Con la selección sub-20 de Francia, marcó un gol contra Chequia en mayo de 2016 (victoria 2-0).

## Palmarés

### Títulos nacionales
| Título               | Club         | País    | Año  |
| -------------------- | ------------ | ------- | ---- |
| Championnat National | S. C. Bastia | Francia | 2021 |